# 重瀬
重瀬（おもせ）は、埼玉県戸田市北西部の大字。旧新座郡下内間木村字重瀬・原通・北地蔵木・南地蔵木・山室・有毛・渦・奥渦・野中。郵便番号は335-0000。

## 地理
戸田市の北西部、荒川堤外に位置し、北部を曲本、東部及び南部を内谷、荒川を挟んで朝霞市下内間木及び上内間木と接している。区域の東境は荒川の旧流路であり、かつてはこの境界線上に荒川が流れていた。中央に人工湖である荒川第一調節池・彩湖が南北に貫いている。南北約1.2km、東西約0.9kmを占める。彩湖の東岸と西岸は橋で行き来できるが、荒川を挟んだ朝霞市と重瀬との間は直接行き来することはできない。重瀬地区全域が荒川左岸の河川敷であり、堤外地であるため、荒川の増水時には全域が冠水する。また地内の全域が彩湖・道満グリーンパークの施設内であるため、現在居住者はない。

### 河川
- 荒川 - 西辺を南流している一級河川。かつては渡船が存在し、地蔵河岸（道満河岸）が利用された。この渡船は渡し場の側に地蔵堂があったため地蔵木の渡しと呼ばれ、重瀬と荒川左岸の足立郡大野川とを結んでいた。

### 湖沼
- 彩湖 - 人工湖。荒川第一調節池として利用されている。

## 歴史
1591年（天正19年）5月17日、前年の小田原城落城を受けて、徳川家康が加藤源四郎正勝に内間木の他入間郡池辺村・大仙波村併せて300石の土地を与えたとされている。重瀬はこのうち内間木の一部だったとされる。荒川左岸にあった重瀬は元来水害の多いところだったが、1629年（寛永6年）に旧入間川が荒川の本流になって後水害の常襲地域となった。たびたび水害に見舞われるため農民は土地の高いところに畑を作り、他は専ら原野での採集を産業としていた。周囲を川と原野で隔てられていたので近隣の村との交わりも疎く、貧しく質素な暮らしぶりだった。外来者が殆ど無い上に貧しい村だったために家々は戸を閉ざすことが無かったと言われる。江戸時代に入って後御料所となり、さらに後化政期には代官・川崎平右衛門の支配となっている。1627年（寛永4年）に江川太郎左衛門による検地を受けている。
明治時代に入って重瀬地区の属する下内間木村は1872年（明治5年）の大区小区制では第二大区第六小区、翌1873年（明治6年）の熊谷県設置以降は南第二大区第六小区に配置された。1878年（明治11年）の郡区町村編制法において大区小区制は廃止されたが、1889年（明治22年）4月1日の町村制施行の際下内間木村は上内間木村・浜崎村・宮戸村・田島村と合併し新座郡内間木村となり、重瀬地区はそれぞれ内間木村大字下内間木に属する小字となった。この頃の重瀬地区には重瀬・原通・北地蔵木・南地蔵木・山室・有毛・渦・奥渦・野中の小字があったとされる。1896年（明治29年）3月29日には榑橋村及び新倉村の一部を除いて北足立郡への統合が行われ、重瀬地区は北足立郡内間木村大字下内間木のそれぞれ小字となった。
1910年（明治43年）8月11日の荒川大洪水では家々は軒先まで水に浸かり、人畜・家屋・田畑に甚大な損害を受けた。これを受けて荒川は大規模な改修工事を行い、流路の変更が行われた。その結果、1923年（大正13年）工事は完成したが、重瀬地区は荒川の西岸から東岸に移り、内間木小学校に通う児童が風雨の為渡船の出ない日は秋ヶ瀬橋を迂回しなければならないなど不便が多く、1944年（昭和19年）2月11日の戦時町村合併促進法により内間木村が志木町、入間郡宗岡村、水谷村と合併し、志紀町となった際、重瀬地区は北足立郡美笹村に編入され、北足立郡美笹村大字重瀬として独立した大字となった。河川改修の結果、重瀬を含む堤外地は堤防による恩恵を受けることが全くできなくなった。また蛇行した流路が直線化されたため秩父地方に大雨が降った5時間後には重瀬で出水し、大雨情報を受けてから水防の準備を行うことが事実上不可能になった。また、河川法施行による指定地域内に入ったことで堤内地の耕地以外の利用が不可能になったため河川改修の際に破壊された畑囲外周を修復できなくなったことや河川改修工事の結果、それまで用いていた井戸が自噴しなくなる等地区内の居住環境及び耕作環境は悪化の一途を辿った。このため国に宛てて請願書や陳情書が複数回出された。こうした運動の結果国は移転費5,000万円を計上し、1954年10月1日から1955年3月1日までに移転を完了せよという通達が出された。この際に31戸の民家と3戸の船上生活者が全戸移転を行い、重瀬は無人化した。このうち美女木字番匠免に集住した集落は「重瀬」の集落名をそのまま引き継いだ。この重瀬集落は現在の美女木一丁目の一部にあたる。この後1957年（昭和32年）7月1日 には戸田町に編入合併され、北足立郡戸田町大字重瀬となり、1966年（昭和41年）10月1日には市制施行により戸田市大字重瀬となった。

### 沿革
- 1591年（天正19年）5月17日、加藤源四郎正勝が、内間木・池辺・大仙波の所領300石を賜る。
- 1871年（明治4年）12月25日、廃藩置県により、入間県に所属、入間県新座郡下内間木村の字となる。
- 1872年（明治5年）10月10日、大区小区制の施行により第二大区第六小区に属する。
- 1873年（明治6年）6月15日、入間県が群馬県と合併し、熊谷県となる。大区小区は南第二大区第六小区に属する。
- 1889年（明治22年）4月1日、町村制の施行により、下内間木村は浜崎村・宮戸村・田島村・上内間木村と合併し新座郡内間木村となり、重瀬地区は新座郡内間木村大字下内間木のそれぞれの小字となる。
- 1896年（明治29年）3月29日、新座郡が北足立郡に統合され、北足立郡内間木村大字下内間木のそれぞれの小字となる。
- 1923年（大正13年）荒川大改修が完成し、重瀬地区が荒川東岸に移る。
- 1944年（昭和19年）2月11日、戦時町村合併促進法により内間木村が志木町、宗岡村、水谷村と合併し、志紀町となった際、美笹村に移り、北足立郡美笹村大字重瀬となる。
- 1955年（昭和30年）3月1日、地内に居住する全ての世帯が移転し、無人となる。
- 1957年（昭和32年）7月1日 美笹村が戸田町に編入合併され、北足立郡戸田町大字重瀬となる。
- 1966年（昭和41年）10月1日 - 戸田町が市制施行、戸田市大字重瀬となる。

### 移転先
1942年（昭和17年）に居住していた34世帯及び船上生活をしていた3世帯の移転先は下表に示すとおりである。
| 移転先                                       | 1942年 | 1953-1954年 | 合計 |
| -------------------------------------------- | ------ | ----------- | ---- |
| 美笹村大字美女木（番匠免・修行目・堀之内他） | 2      | 28          | 30   |
| 美笹村大字下笹目（天王）                     | 0      | 1           | 1    |
| 浦和市大字内谷（現さいたま市南区内谷）       | 0      | 3           | 3    |
| 浦和市大字松本（現さいたま市南区松本）       | 0      | 2           | 2    |
| 東京都北区浮間町                             | 0      | 1           | 1    |
| 合計                                         | 2      | 35          | 37   |

### 史跡
- 地蔵堂跡 - 北東部の字北地蔵木にあったが、朽ち落ちた後に土地が造成されてしまい、堂守の墓を除いて低い草地になっている[10]。
- 北向地蔵跡 - 疣取地蔵として信仰を集めた[10]。
- 鷹場石杭（お鷹場石標） - 発掘された後、浦和市教育委員会（現さいたま市教育委員会）に貸し出され、戸田市西部福祉センターに移された。正面に「従是西北北尾張殿鷹場」とあり、左側面に「下内間木村」と彫られている。朝霞市浜崎の浜崎氷川神社に2本存在したものとほぼ同様のものである[10]。浜崎氷川神社のうち1本は朝霞市博物館に寄贈されている。
- 西福寺 - 『新編武蔵風土記稿』によれば字西口にあったと言われ[7]『武蔵国郡村誌』によれば下内間木村南方に存在すると言われる[注釈 5]が、明治中期に水害で流されたため正確な所在はわかっていない[5][10]。
- 山王社跡 - 字原通にあった重瀬地区の氏神。明治初期に水害で流されたため内間木の氷川神社に合祀された。昭和初期に元あった場所に再建されたが1953年に土取を行って美女木に移転し現在は公孫樹一本のみが残されている[5][10]。
- 横堤 - 河川両岸の堤防に対して直角に河川方向に伸ばされた堤防。洪水の勢いを弱め、下流の流量を制限する働きを持つ。1918年（大正7年）の荒川上流部改修計画で計画・造成され、1934年（昭和9年）に竣工した[13]。土木学会から平成20年度土木遺産の選定を受けている[13]。

## 交通

### バス
地内にバス路線は存在しないが、東側の美女木八丁目に設置されている、国際興業バスの道満グリーンパーク停留所が最寄の停留所となる。

## 施設
- 彩湖・道満グリーンパーク - 旧称道満グリーンパーク。野球場・ソフトボール場・テニスコート等のスポーツ施設を持つ河川敷公園。戸田市公園緑地公社によって管理される。
- 道満河岸釣り場 - ヘラブナ・金魚等を釣ることが出来る。彩湖・道満グリーンパークの併設施設。釣り池は荒川の河跡の一部である（旧荒川も参照）。